# Croton rusbyi
Croton rusbyi är en törelväxtart som beskrevs av Nathaniel Lord Britton och Henry Hurd Rusby. Croton rusbyi ingår i släktet Croton och familjen törelväxter. Inga underarter finns listade i Catalogue of Life.